# Pocking
Pocking är en stad i Landkreis Passau i Regierungsbezirk Niederbayern i förbundslandet Bayern i Tyskland.  Folkmängden uppgår till cirka 17 000 invånare.